# Kołata
Kołata – wieś w Polsce położona w województwie wielkopolskim, w powiecie poznańskim, w gminie Pobiedziska. We wsi znajdują się Rodzinne Ogródki Działkowe "Zielona Polana".
Pierwsza wzmianka o wsi (Colatha) pojawiła się w 1328. Było to gniazdo rodziny Kołackich. Nazwa wywodziła się od rodzaju grzechotki. W latach 1975–1998 miejscowość administracyjnie należała do województwa poznańskiego.
W centrum wsi, po południowej stronie drogi, istnieją pozostałości cmentarza protestanckiego o regularnym, prostokątnym rozplanowaniu, założonego w 1870. Nekropolia ma powierzchnię 0,2 ha. Do dziś zachowała się część płotu z siatki metalowej rozpiętej na betonowych słupach. Znajdują się tu ślady siedmiu wolnostojących nagrobków, w tym dwa z piaskowca, a także część kolumny z piaskowca z motywem liścia. Teren cmentarza porastają jesiony, dęby, świerki, żywotniki, bzy i trawy. Nie zachowały się żadne nagrobki z napisami i nazwiskami. Cmentarz uległ zaniedbaniu po II wojnie światowej.
Przy cmentarzu stoi dawna szkoła podstawowa. Przy jednym z gospodarstw istnieje metalowy krzyż z 1987 (data na tabliczce) ufundowany przez mieszkańców w miejscu starszego, drewnianego. Odbywa się tu corocznie wielkanocne święcenie potraw.